# غريغوري بينكو
غريغوري بينكو (بالإنجليزية: Gregory Benko) هو مبارز بالسيف أسترالي، ولد في 9 أكتوبر 1952.

## وصلات خارجية
- غريغوري بينكو على موقع أوليمبيديا (الإنجليزية)
- غريغوري بينكو على موقع اللجنة الأولمبية الأسترالية (الإنجليزية)
- غريغوري بينكو على موقع اتحاد ألعاب الكومنولث (مؤرشف) (الإنجليزية)